# القطيع (فلم 1977)
القطيع (بالإنجليزية: The Pack) هو فيلم رعب تم إنتاجه في الولايات المتحدة وصدر سنة 1977 بطولة جو دون بيكر.

## القصة
مجموعة من السياح يجيدون أنفسهم ضحايا لكلاب شرسة.

## وصلات
مقالات تستعمل روابط فنية بلا صلة مع ويكي بيانات

## الميزانية والإيرادات
حقق الفيلم أرباح تقدر بـ 2.4 مليون دولار.